# المهدي علي مختار
المهدي علي مختار (مواليد 2 مارس 1992) هو لاعب كرة قدم قطري يجيد اللعب كمدافع لصالح نادي الوكرة ومنتخب قطر.

## مسيرة اللاعب
كانت بداياته مع السد وانتقل إلى الغرافة عام 2015 و انتقل إلى نادي الوكرة في عام 2023.

## روابط خارجية
- المهدي علي مختار على موقع قاعدة بيانات كرة القدم.إي يو (الإنجليزية)
- المهدي علي مختار على موقع ناشيونال فوتبول تيمز (الإنجليزية)
- المهدي علي مختار على موقع Soccerway.com (الإنجليزية)